# Черниевка
Черниевка (укр. Черніївка) — село в Полонском районе Хмельницкой области Украины.
Население в 2022 году составляло около 200 человек. Население по переписи 2001 года составляло 232 человека. Почтовый индекс — 30514. Телефонный код — 3843. Занимает площадь 0,527 км². Код КОАТУУ — 6823683003.
В селе находится Александро-Невский женский монастырь.

## Местный совет
30514, Хмельницкая обл., Полонский р-н, с. Котюржинцы, ул. Л. Войтюк, 2